# Lepturges rotundus
Lepturges rotundus är en skalbaggsart som beskrevs av Monné 1977. Lepturges rotundus ingår i släktet Lepturges och familjen långhorningar. Inga underarter finns listade i Catalogue of Life.